# Ключи (Новокузнецкий район)
Ключи — посёлок в Новокузнецком районе Кемеровской области. Входит в состав Сосновского сельского поселения.

## География
Центральная часть населённого пункта расположена на высоте 286 метров над уровнем моря.

## Население
По данным Всероссийской переписи населения 2010 года, в посёлке Ключи проживает 33 человека (15 мужчин, 18 женщин).